# 666 Дездемона
666 Десдемона (666 Desdemona) — астероїд головного поясу, відкритий 23 липня 1908 року.
Тіссеранів параметр щодо Юпітера — 3,366.